# Leptostomias macropogon
Leptostomias macropogon és una espècie de peix de la família dels estòmids i de l'ordre dels estomiformes.

## Hàbitat
És un peix marí i d'aigües tropicals que viu fins als 55 m de fondària.

## Distribució geogràfica
Es troba al sud-est de l'Atlàntic: 35° 01′ 00″ S, 10° 18′ 00″ E.